# Lithostege infuscata
Lithostege infuscata là một loài bướm đêm trong họ Geometridae.